# Marie-Thérèse Gantenbein-Koullen
Marie-Thérèse Gantenbein-Koullen, née le 28 août 1938 dans la localité de Tétange à Kayl (Luxembourg) et morte le 7 septembre 2023, est une institutrice et femme politique luxembourgeoise, membre du Parti populaire chrétien-social (CSV)

## Biographie

### Politique locale
Membre du conseil communal de Hesperange — l'un des bastions de la démocratie chrétienne — à partir du 1er janvier 1988, elle exerce la fonction d'échevine du 1er janvier 1997 au 8 décembre 1999 avant d'être nommée bourgmestre le 9 décembre 1999 par arrêté grand-ducal. Elle succède à Alphonse Theis et devient la première femme bourgmestre de la commune. Lors de la réunion du conseil communal du 5 décembre 2008, elle annonce se retirer de la vie politique après 21 ans de politique communale dont neuf en tant que première magistrate. L'ancien conseiller communal, Marc Lies, lui succède à cette fonction,.  

### Politique nationale
Marie-Thérèse Gantenbein-Koullen présente sa candidature aux élections législatives du 13 juin 2004 et présente ses priorités dans un article de l'hebdomadaire « Le Jeudi » pour faire face à ses opposants politiques. Candidate élue pour la circonscription Centre, elle fait son entrée au sein de la Chambre des députés où elle représente le parti chrétien-social. Elle est assermentée le 13 juillet 2004. En raison de son retrait de la vie politique à la fin de l'année 2008, elle présente sa démission au président de la Chambre. Lors de la dernière session ordinaire à laquelle elle participe, un hommage lui est rendu. Elle est remplacée par Fabienne Gaul (lb).